# Юйэнь, Зак
Зак Юйэнь (англ. Zach Yuen, кит. трад. 袁俊傑, упр. 袁俊杰, пиньинь Yuān Jùnjié; род. 3 марта 1993, Ванкувер, Британская Колумбия) — канадский и китайский хоккеист, защитник.

## Карьера
Родился 3 марта 1993 года в Ванкувере (Канада). Защитник. Всю свою карьеру провел в лигах Северной Америки. В сезоне ECHL 2015/16 он набрал 28 (4+24) очка за 68 матчей «регулярки» при показателе полезности «-6», также отметился одной голевой передачей в 7 играх плей-офф.
18 июля 2016 года подписал контракт с клубом «Куньлунь Ред Стар» на два года.
27 октября 2016 года забросил единственную шайбу в матче с «Амуром» на восьмой минуте первого периода. Зак Юйэнь стал первым китайцем, который забил гол в КХЛ.